# Arcuphantes saragaminensis
Arcuphantes saragaminensis är en spindelart som beskrevs av Ono och Saito 200. Arcuphantes saragaminensis ingår i släktet Arcuphantes och familjen täckvävarspindlar. Inga underarter finns listade i Catalogue of Life.